# Elizabeth Astete
Esther Elizabeth Astete Rodríguez (30 de marzo de 1952) es una diplomática peruana. Fue Ministra de Relaciones Exteriores del Perú durante el gobierno de Francisco Sagasti desde el 18 de noviembre de 2020 hasta el 14 de febrero de 2021.

## Biografía
Astete Rodríguez es licenciada en Relaciones Internacionales. 

### Carrera diplomática
Desde enero de 1975, es miembro del Servicio Diplomático del Perú y se ha desempeñado como Embajadora de Perú en México, Ecuador y Suiza. Fue además representante permanente del país ante los organismos internacionales con sede en Ginebra.
Laboró como Representante Alterna del Perú ante la Organización de los Estados Americanos.
Se desempeñó como Directora de Organismos Económicos del Ministerio de Relaciones Exteriores.
En junio de 2004 fue nombrada Representante Permanente del Perú ante los Organismos Internacionales con sede en Ginebra. Como tal, también fue representante concurrente ante del Perú ante el Programa de Naciones Unidas para el Medio Ambiente para América Latina y el Caribe (PNUMA) y ante el Centro de las Naciones Unidas para los Asentamientos Humanos (HABITAT), ubicados en Nairobi.
En 2005 fue nombrada embajadora del Perú en Suiza por el presidente Alejandro Toledo. Como tal, fue embajadora concurrente en Liechtenstein. Permaneció en el cargo hasta el 31 de julio de 2009.
En noviembre de 2011 fue nombrada embajadora del Perú en México por el presidente Ollanta Humala. Asumió el cargo el 15 de diciembre del mismo año. Permaneció en la representación en México hasta el 14 de septiembre de 2013.
En 2013 fue nombrada embajadora del Perú en Ecuador, cargo que asumió el 15 de septiembre del mismo año. Presentó sus cartas credenciales al vicepresidente Jorge Glas. Permaneció en la embajada hasta fines de 2016.
Desde el 1 de mayo de 2018 fue directora general de América del Ministerio de Relaciones Exteriores, cargo en el que permaneció hasta noviembre de 2020.

## Ministra de Relaciones Exteriores
En noviembre de 2020 fue nombrada Ministra de Relaciones Exteriores por el presidente Francisco Sagasti. Fue la quinta mujer en desempeñar el cargo.
El 14 de febrero de 2021 renunció tras aceptar haberse aplicado, al igual que el expresidente, Martín Vizcarra, la vacuna contra la COVID-19 de Sinopharm. Tras confrontársele por haberse vacunado irregularmente, la entonces ministra afirmó que "no podía darse el lujo de caer enferma" en el proceso de negociaciones de las vacunas.

## Reconocimientos
Ha recibido la medalla de la Orden Nacional al Mérito en el grado de Comendador (Ecuador) y por Servicios Distinguidos en el Grado de Gran Cruz.